# أوبن إكس آر
أوبن إِكس آر (بالإنجليزية: OpenEXR)‏ هو تنسيق ملف صور بالمدى الديناميكي العالي ومتعدد القنوات، إِصْدَارُهُ كمعيار مفتوح بالإضافة إلى مجموعة من أدوات البرمجيات التي أُنشئت بواسطة إندستريال لايت آند ماجيك، تحت رخصة برمجيات حرة مشابهة لرخصة بي إس دي.
تتميز بدعم قنوات متعددة بأحجام بكسل مختلفة قد تتضمن قيمًا صحيحة بدون علامة بتنسيق 32 بت وقيمًا عائمة بتنسيق 32 بت و 16 بت، بالإضافة إلى تقنيات ضغط مختلفة تشمل خوارزميات ضغط بدون فقدان وضغط ذو فقدان. كما يحتوي على قنوات تعسفية ويُشفر نقاط النظر المتعددة مثل صور الكاميرا اليسرى واليمنى.